# Ministrymon cruenta
Espèce
Ministrymon cruenta est une espèce d'insectes lépidoptères (papillons) qui appartient à la famille des Lycaenidae, à la sous-famille des Theclinae et au genre Ministrymon.

## Dénomination
Ministrymon cruenta a été décrit par Philip Henry Gosse en 1880, sous le nom initial de Thecla cruenta.
Synonyme: Thecla vena Druce, 1907; Thecla vena sparsa Hayward, 1949; Ministrymon chacovaga Johnson, Eisele & MacPherson, 1992; Ministrymon gagarini Bálint, Johnson & Austin, [1999]; Ministrymon cruor Bálint, Johnson & Austin, [1999]; Ministrymon cryptus Bálint, Johnson & Austin, [1999].

### Nom vernaculaire
Ministrymon cruenta se nomme Arthur's Hairstreak en anglais.

## Description
Ministrymon cruenta est un petit papillon aux antennes et aux pattes annelées de noir et de blanc avec deux fines queues à chaque aile postérieure.
Le dessus des ailes antérieures est gris foncé suffusé de bleu alors que les ailes postérieures sont bleues.
Le revers est beige rosé orné aux ailes antérieures d'une marge et d'une ligne postdiscale orange et aux ailes postérieures de deux bandes de taches orange et de deux ocelles orange dont un en position anale.

## Écologie et distribution
Ministrymon cruenta est présent en Argentine, au Pérou, au Brésil et en Guyane,.

### Protection
Pas de statut de protection particulier.